# Massimo Marconi
Massimo Marconi (Milano, 13 giugno 1945 – Milano, 26 maggio 2025) è stato un fumettista italiano.

## Biografia
Entra nella redazione di Topolino nel 1971 dove rimane fino al 1996 continuando però come collaboratore esterno; ha esordito come sceneggiatore nel 1974 realizzando negli anni oltre 500 storie a fumetti pubblicate anche all'estero; divenne negli anni 90 anche responsabile per la Disney Italia della selezione delle storie da pubblicare.
Nel 1990 fu l'ideatore e lo sceneggiatore della storia Topolino in "Ho sposato una strega" nella quale il personaggio di Topolino, dopo essere stato lasciato dalla sua fidanzata storica Minni, si sposa con un'altra ragazza; in una particolare vignetta lo si vede in una camera da letto con la sua sposa intento a togliersi i vestiti; questa fu ritenuta particolarmente eclatante tanto che ne parlarono anche diverse testate giornalistiche generaliste e, giunta la notizia negli USA, spinse l'amministratore delegato della Disney, Michael Eisner, a ordinare la distruzione delle pellicole di stampa; da quel momento il controllo della Disney sul materiale prodotto in Italia, che dagli anni settanta si era limitato a pretendere il rispetto delle minoranze che in precedenza erano state più volte oggetto di stereotipi e ironia, si fece più deciso limitando la libertà creativa degli sceneggiatori italiani.
Nel 2024 è apparso nella trasmissione televisiva Cash or trash per mettere all'asta una tavola originale di Romano Scarpa.

## Opere
- Topolino presenta: La Strada (1991)
- Topolino in "Ho sposato una strega" (1990)
- Topolino e la spada del tempo (1990)
- L'inferno di Paperino (1987)
- Paperino e le 20mila beghe sotto i mari (1975)